# Lee Jong-min
Lee Jong-min (이종민?, 李宗珉?; Jeju, 1º settembre 1983) è un ex calciatore sudcoreano, di ruolo centrocampista.